# 56-та Премія мистецтв Пексан
56-та Церемонія Премії мистецтв Пексан (кор. 제56회 백상예술대상) — відбулася в Кояні (KINTEX) 5 червня 2020 року. Транслювалася на телеканалі jTBC. Ведучими були Сін Тон Йоп, Пе Сюзі та Пак Бо Гом. Спершу церемонія повинна була пройти 1 травня, однак її перенесли через пандемію Covid19 на червень, крім того вона пройшла без глядачів.

## Номінанти та переможці
Повний список номінантів та переможців. Переможці виділені жирним шрифтом та подвійним хрестиком ().

### Кіно
| Тесан (Велика нагорода) - Пон Чжун Хо (режисер і співсценарист) — «Паразити» - «Паразити» | Найкращий фільм - «Паразити» - «Людина, що стоїть поруч» - «Будинок колібрі» - «Вихід» - «Кім Чі Йон народжена у 1982» |
| Найкраща режисерська робота - Кім Бора — «Будинок колібрі» - Пон Чжун Хо — «Паразити» - У Мін Хо — «Людина, що стоїть поруч» - Лі Чон Он — «День народження» - Чон Чі Йон — «Чорні гроші» | Найкращий режисерський дебют - Кім То Йон — «Кім Чі Йон народжена у 1982» - Кім Сан У — «Кім Ґун» - Кім Бора — «Будинок колібрі» - Кім Кьон Хі — «Щаслива Лі Чхан Сіль» - Лі Сан Ґин — «Вихід»                                                                                           |
| Найкраща чоловіча роль - Лі Бьон Хон — «Людина, що стоїть поруч» як Кім Кю Пхьон - Сон Кан Хо — «Паразити» як Кім Гі Тхек - Лі Че Хун — «Час полювання» як Чун Сок - Чо Чон Сок — «Вихід» як Йон Нам - Хан Сок Ґю — «Заборонена мрія» як ван Седжон                                                       | Найкраща жіноча роль - Чон То Йон — «День народження» як Сун Нам - Кім Хі Е — «Зима у місячному освітленні» як Юн Хі - Кім Со Джін — «Інша дитина» як Мі Хі - Чон Ю Мі — «Кім Чі Йон народжена у 1982» - Чо Йо Чон — «Паразити» як Чхве Йон Ґьо                                          |
| Найкраща чоловіча роль другого плану - Лі Кван Су — «Нерозлучні брати» як Тон Ґу - Кім Йон Мін — «Щаслива Лі Чхан Сіль» як Чан Кук Йон - Пак Мьон Хун — «Паразити» як О Гин Се - Вон Хьон Джун — «Божественний хід 2: Гнівний» як шаман Чан Сон - Лі Хі Джун — «Людина, що стоїть поруч» як Квак Сан Чхон | Найкраща жіноча роль другого плану - Кім Се Бьок — «Будинок колібрі» як Йон Джі - Кім Кук Хі — «Налаштуйтеся на кохання» як Ин Джа - Кім Мі Ґьон — «Кім Чі Йон народжена у 1982» як Мі Сук - Пак Со Дам — «Паразити» як Кім Кі Джон - Лі Чон Ин — «Паразити» як Кук Мун Ґван             |
| Найкращий акторський дебют (чоловіки) - Пак Мьон Хун — «Паразити» як О Гин Се - Пак Хе Су — «Час полювання» як Хан - Пак Хьон Сік — «8 присяжних» як Квон Нам У - Ан Чі Хо — «Хлопчик і Нок Ян» - Чон Хе Ін — «Налаштуйтеся на кохання»                                                                   | Найкращий акторський дебют (жінки) - Кан Маль Ґим — «Щаслива Лі Чхан Сіль» як Чхан Сіль - Кім Со Хє — «Зима у місячному освітленні» як Се Бом - Кім Хє Джун — «Інша дитина» як Квон Чу Рі - Пак Чі Ху — «Будинок колібрі» як Кім Ин Хі - Чан Хє Джін — «Паразити» як Пак Чхун Сук        |
| Найкращий сценарій - Лі Сан Ґин — «Вихід» - Кім Бора — «Будинок колібрі» - Пон Чжун Хо, Хан Чін Вон — «Паразити» - У Мін Хо, Лі Чі Мін — «Людина, що стоїть поруч» - Лім Те Хьон — «Зима у місячному освітленні»                                                                                          | Технічна нагорода - Кім Со Хі (макіяж і зачіски) — «Людина, що стоїть поруч» - Лі Ха Джун (робота артдиректора) — «Паразити» - Хон Кьон Пхьо (операторська робота) — «Паразити» - Кім Йон Хо (операторська робота) — «Битва: Крик до перемоги» - Юн Чін Юль (бойові мистецтва) — «Вихід» |

### Телебачення
| Тесан (Велика нагорода) - «Коли квітне Камелія» (серіал) (KBS) - «Пан Трот» (розважальна програма) (TV Chosun) - Кім Хі Е (акторка) — «Світ подружньої пари» | |
| Найкращий серіал - «Міжсезонна ліга» (SBS) - «Коли квітне Камелія» (KBS) - «Незаплановане кохання» (tvN) - «Королівство 2» (Netflix) - «Гієна» (SBS) | Найкраща режисерська робота - Мо Ван Іль — «Світ подружньої пари» - Кім Сон Юн — «Ітхевон клас» - Лі Чон Хьо — «Незаплановане кохання» - Чха Йон Хун — «Коли квітне Камелія» - Чон Тон Юн — «Міжсезонна ліга»                                                                                      |
| Найкраща розважальна програма - «Пан Трот» (TV Chosun) - «Де мій дім?» (MBC) - «Провести час з Ю» (MBC) - «Смачне рандеву» (SBS) - «Кухня Кана» (tvN) | Найкраща освітня програма - «Великий Пен ТБ» (EBS) - «Документальний інсайт — Проєкт з архівування сучасної Кореї» (KBS) - «Цікаві книги» (tvN) - «Записник продюсера: Звіти про обвинувачення» (MBC) - «Спеціальна програма SBS — Йо Хан Ссі Толь Хьон» (SBS)                                     |
| Найкраща чоловіча роль - Кан Ха Ниль — «Коли квітне Камелія» як Хван Йон Сік - Нам Кун Мін — «Міжсезонна ліга» як Пек Син Су - Пак Со Джун — «Ітхевон клас» як Пак Се Ро І - Чу Чі Хун — «Гієна» як Юн Хі Дже - Хьон Бін — «Незаплановане кохання» як Рі Чон Хьок                                      | Найкраща жіноча роль - Кім Хі Е — «Світ подружньої пари» як Чі Сон У - Кім Хє Су — «Гієна» як Чон Ким Джа/Чон Ин Йон - Кон Хьо Джін — «Коли квітне Камелія» як О Тон Бек - Сон Є Джін — «Незаплановане кохання» як Юн Се Рі - Лі Чі Ин — «Готель дель Луна» як Чан Ман Воль                        |
| Найкраща чоловіча роль другого плану - О Чон Се — «Коли квітне Камелія» як Но Кю Тхе - Кім Йон Мін — «Світ подружньої пари» як Сон Че Хьок - Ян Кьон Вон — «Незаплановане кохання» як Пхьо Чхі Су - Ю Че Мьон — «Ітхевон клас» як Чан Те Хі - Чон Сок Хо — «Гієна» як Ка Кі Хьок                       | Найкраща жіноча роль другого плану - Кім Сон Йон — «Незаплановане кохання» як На Воль Сок - Квон На Ра — «Ітхевон клас» як О Су А - Со Чі Хє — «Незаплановане кохання» як Со Дан - Сон Там Бі — «Коли квітне Камелія» як Чхве Хян Мі/Чхве Ко Ин - Йом Хє Ран — «Коли квітне Камелія» як Хон Ча Йон |
| Найкращий акторський дебют (чоловіки) - Ан Хьо Соп — «Романтичний лікар, вчитель Кім 2» як Со У Джін - Кім Кан Хун — «Коли квітне Камелія» як Кан Пхіль Ґу - Ан По Хьон — «Ітхевон клас» як Чан Кин Вон - Он Сон У — «Миттєвості вісімнадцяти» як Чхве Чун У - Лі Че Ук — «Надзвичайна ти» як Пек Кьон | Найкращий акторський дебют (жінки) - Кім Да Мі — «Ітхевон клас» як Чо І Со - Чон Мі До — «Музика лікарні» як Чхе Сон Хва - Чон Йо Бін — «Будьте мелодраматичними» як Лі Ин Джон - Чон Чі Со — «Проклятий» як Пек Со Джін - Хан Со Хі — «Світ подружньої пари» як Йо Та Ґьон                        |
| Найкращий учасник розважальної програми - Ю Че Сок — «Провести час з Ю» - Кім Сон Джу — «Пан Трот» - Кім Хі Чхоль — «Знанні брати» - Мун Се Йон — «2 дні і 1 ніч 4 сезон» - Чан Сон Ґю — «Кінокімната»                                                                                                 | Найкраща учасниця розважальної програми - Пак На Ре — «Я живу один» - Кім Мін Ґьон — «Смачні хлопці» - Ан Йон Мі — «Радіозірка» - Чан То Йон — «Їже, будьте здоровими» - Хон Хьон Хі — «Смак дружини»                                                                                              |
| Найкращий сценарій - Ім Сан Чхун — «Коли квітне Камелія» - Кім Ру Рі — «Гієна» - Пак Чі Ин — «Незаплановане кохання» - Лі Сін Хва — «Міжсезонна ліга» - Лі У Джон — «Музика лікарні» | Технічна нагорода - Чан Йон Ук (робота артдиректора) — «Велична втеча 3» - Кім Нам Сік, Рю Кон Хі (візуальні ефекти) — «Королівство 2» - Кім Чі Су (робота артдиректора) — «Ринок Пегас» - Пак Сон Іль (музика) — «Ітхевон клас» - Пак Сі Йон (операторська робота) — «Вікторина Ю у кварталі»     |

### Театр
| П'єса Пексан - Сін Ю Чхон (режисер) — «Випалене кохання» - Пе Йо Соп (режисер) — «Людська фуга» - Кон Джун (актор) — «Людська фуга» - Пак Хі Сон (режисер) — «Супутник» - Сон Мьон Ґьон (режисер) — «Супутник» | Найкраща коротка п'єса - Проєкт 0set (трупа) — «Закон щодо захисту прав із дружби і кохання та заборони дискримінації на основі них» - Сон І Вон (режисер) — «Тіло і земля є лише одним цілим» - Кан Хун Ґу (режисер) — «Справді, справді останній японський солдат» - Юн Хє Сук (режисер) — «Ми прибули в це місто разом» - Джіммі Сер (музика) — «Випалене кохання» |
| Найкраща чоловіча роль - Пек Сок Ґван — «Дружина» - Кім Вон Йон — «Закон щодо захисту прав із дружби і кохання та заборони дискримінації на основі них» - Лім Йон Джун — «До тебе»                             | Найкраща жіноча роль - Кім Джон — «Роттердам» - Кім Сін Рок — «Нокчхон має море лайна» - Лі Рі — «Національна автомобільна дорога 7» - Лі Чу Йон — «Випалене кохання» - Лі Чі Хьон — «Це останнє» |

### Особливі нагороди
| Нагороди                            | Отримувач  |
| ----------------------------------- | ---------- |
| Нагорода за популярність (чоловіки) | Хьон Бін   |
| Нагорода за популярність (жінки)    | Сон Є Джін |
| Нагорода «Ікона Bazaar»             | Со Чі Хє   |

## Виступи
| Виконавець                                                   | Виступ                                                      | Прим.  |
| ------------------------------------------------------------ | ----------------------------------------------------------- | ------ |
| Кім Кан Хун, Чон Хьон Джун, Кім Кю Рі, Чхве Ю Рі та Кім Джон | «Things We Took For Granted» (당연한 것들) співака Лі Джока | [ 10 ] |